# När det blåser på månen
När det blåser på månen är Kents första singelskiva, utgiven den 6 februari 1995. Titeln alluderar på Eric Linklaters barnboksklassiker Det blåser på månen.

## Låtförteckning
1. När det blåser på månen (4:19)
2. Slutsats (2:49)

## Låtinformation
Utgiven av BMG Sweden AB/RCA Victor i februari 1995. Låten När det blåser på månen är skriven av Joakim Berg (text) och Martin Sköld (musik). För Slutsats text och musik står Joakim Berg (BMG Music Publishing Scandinavia AB). Producent är Nille Perned. 
När det blåser på månen är inspelad i Silence Studio, Koppom och Dream Machine Studio, Stockholm. Slutsats är inspelad i Nytorpsskolan av Kent och Bosse Halvarsson. 
Slutsats utgavs senare på samlingsskivan B-sidor 95-00. 